# Mariel Vázquez
Pour les articles homonymes, voir Vázquez.
Mariel Vázquez est une biomathématicienne mexicaine qui se spécialise dans la topologie de l'ADN. Elle est professeure à l'Université de Californie à Davis et elle est affiliée aux départements de mathématiques, de microbiologie et de génétique moléculaire.

## Formation
Vázquez a obtenu son baccalauréat ès sciences en mathématiques de l'Université nationale autonome du Mexique en 1995. Elle a reçu son doctorat en mathématiques de l'Université d'État de Floride en 2000, avec une thèse intitulée Tangle Analysis of Site-specific Recombination: Gin and Xer Systems, sous la supervision de De Witt Sumners (en).

## Carrière
Vázquez effectue son stage postdoctoral à l'Université de Californie à Berkeley de 2000 à 2005, où elle mène des recherches sur des modèles mathématiques et biophysiques de réparation de l'ADN dans les cellules humaines avec Rainer Sachs dans le cadre du groupe de radiobiologie mathématique. Elle est membre du corps professoral du département de mathématiques de l'Université d'État de San Francisco de 2005 à 2014. En 2014, elle rejoint la faculté de l'Université de Californie à Davis en tant que boursière CAMPOS.

## Prix et distinctions
En 2011, Vázquez a reçu un National Science Foundation CAREER Award (en) pour ses recherches sur des mécanismes topologiques de déliaison ADN. En 2012, elle est la première membre du corps professoral de la San Francisco State University à recevoir le Presidential Early Career Award for Scientists and Engineers. Elle a reçu une subvention pour l'analyse informatique du démêlage de l'ADN de la part du National Institutes of Health en 2013. En 2016, elle est lauréate du prix Blackwell–Tapia, attribué tous les deux ans à un mathématicien qui a beaucoup contribué à la recherche dans son domaine et qui s'est attaqué au problème de la sous-représentation des groupes minoritaires en mathématiques. Elle est sélectionnée pour la première promotion des boursiers de l'Association for Women in Mathematics en 2017.